# Oberwang
Oberwang är en ort och kommun i Österrike. Den ligger i distriktet Vöcklabruck i förbundslandet Oberösterreich, 220 kilometer väster om huvudstaden Wien. 
Kommunen består av sex orter (Ortschaften) (inom parentes invånarantal 1 januari 2024):
- Gessenschwandt (199)
- Grossenschwandt (339)
- Oberaschau (239)
- Oberwang (631)
- Radau (175)
- Traschwandt (182)